# يو إف سي 199
يو إف سي 199: روكهولد ضد بيسبنغ 2 (بالإنجليزية: UFC 199: Rockhold vs. Bisping 2)‏ هو حدث لفنون القتال المختلطة نظمته يو إف سي، أُقيم في 4 يونيو 2016، على ذا فورم في إنغليووود، كاليفورنيا، الولايات المتحدة.